# Temple (Texas)
Temple és una població dels Estats Units a l'estat de Texas. Segons el cens del 2000 tenia 54.514 habitants.

## Demografia
Segons el cens del 2000, Temple tenia 54.514 habitants, 21.543 habitatges, i 14.110 famílies. La densitat de població era de 322,1 habitants per km².
Dels 21.543 habitatges en un 32,1% hi vivien nens de menys de 18 anys, en un 48,4% hi vivien parelles casades, en un 13,6% dones solteres, i en un 34,5% no eren unitats familiars. En el 29,9% dels habitatges hi vivien persones soles l'11,8% de les quals corresponia a persones de 65 anys o més que vivien soles. El nombre mitjà de persones vivint en cada habitatge era de 2,44 i el nombre mitjà de persones que vivien en cada família era de 3,04.
Per edats la població es repartia de la següent manera: un 26,3% tenia menys de 18 anys, un 9,2% entre 18 i 24, un 28,6% entre 25 i 44, un 20% de 45 a 60 i un 15,8% 65 anys o més.
L'edat mediana era de 35 anys. Per cada 100 dones de 18 o més anys hi havia 87,2 homes.
La renda mediana per habitatge era de 35.135 $ i la renda mediana per família de 42.795 $. Els homes tenien una renda mediana de 30.858 $ mentre que les dones 22.113 $. La renda per capita de la població era de 19.360 $. Aproximadament el 10,8% de les famílies i el 13,9% de la població estaven per davall del llindar de pobresa.

## Poblacions properes
El següent diagrama mostra les poblacions més properes.